# Радханатх Свами
Радхана́тх(а) Сва́ми (IAST: Rādhānatha Svāmī, англ. Radhanath Swami; имя при рождении — Ри́чард Сла́вин, англ. Richard Slavin; род. 7 декабря 1950, Чикаго, США) — американский кришнаитский гуру, проповедник, писатель

 и общественный деятель; ученик Бхактиведанты Свами Прабхупады (1896—1977) и один из духовных лидеров Международного общества сознания Кришны (ИСККОН).
Радханатх Свами является основателем и духовным лидером Храма Радхи-Гопинатхи в Мумбаи, где вокруг него сплотилась многочисленная община верующих. В Индии Радханатх Свами выступил вдохновителем ряда крупных благотворительных проектов: в 1998 году по его инициативе была основана благотворительная Больница Бхактиведанты, а в 2004 году начала проводиться гуманитарная миссия по бесплатной раздаче вегетарианских обедов детям из малоимущих семей. По данным на 2012 год, в рамках этой миссии кришнаиты ежедневно обеспечивают горячим питанием около 260 000 детей.
Радханатх Свами активно путешествует, выступая на темы вайшнавской духовности. Ему довелось встречаться с президентом США Бараком Обамой, президентами Индии Пратибхой Патил и Пранабом Мукерджи, премьер-министром Индии Нарендрой Моди. Радханатх Свами выступал в Вестминстерском дворце перед членами британского парламента, в Гарвардском, Колумбийском и Стэнфордском университетах, Массачусетском технологическом институте, в штаб-квартирах Apple, Microsoft, Intel и Oracle.
В 2008 году на английском и в 2011 году на русском вышла в свет автобиография Радханатха Свами, озаглавленная «Путешествие домой. Автобиография американского йога».

## Биография

### 1950—1970 гг. Ранние годы
Ричард Славин родился 7 декабря 1950 года в Чикаго. Он был вторым из трёх сыновей в семье среднего достатка. Родители Ричарда, Адель и Джеральд Славин, были детьми еврейских эмигрантов из России, Литвы, Польши и Румынии. Они выросли в трудные времена Великой депрессии и с ранних лет вынуждены были работать, помогая своим родителям. После женитьбы, Джеральд сначала открыл дилерскую фирму по продаже машин марки Ford, а позднее — мастерскую по ремонту автомобилей. В 1955 году, когда Ричарду было четыре года, он вместе с семьёй переехал в зажиточный пригород Чикаго Хайленд-Парк, расположенный в живописной сельской местности.
В детстве у Ричарда проявились склонности, которые он позднее назвал «следами своих прошлых жизней». Он не хотел принимать пищу за столом, а предпочитал сидеть на полу, как это принято в Индии. Когда родители запретили ему делать это, Ричард начал есть за столом стоя. При виде мяса и яиц его тошнило, а после принятия мясной пищи — рвало. Только по прошествии нескольких лет он с трудом привык к мясной диете. С ранних лет Ричард осознал, что материалистический образ жизни никогда не принесёт ему удовлетворения. Его привлекали бедность и простота.
Хотя родители Ричарда не были людьми религиозными, у него с ранних лет проснулся интерес к религии и духовным темам. В 13 лет он прошёл обряд бар-мицвы (еврейского совершеннолетия) и получил наставления от местного раввина о том, как правильно молиться. На своё тринадцатилетие Ричард получил в подарок от старшего брата Марти дебютный альбом фолк-трио Peter, Paul and Mary. В своих песнях группа выступала против войны и социальной несправедливости, но на Ричарда особое впечатление произвели те композиции, в которых Peter, Paul and Mary пели о Боге.
В 1965 году Ричард поступил в Дирфилдскую школу, где приобрёл много друзей. Весь период учёбы он был одним из лучших учеников в своём классе. Основным увлечением Ричарда были занятия борьбой. Он вошёл в состав школьной спортивной команды и выиграл большинство поединков. Однако, вывихнув плечо на крупном соревновании, Ричард решил оставить занятия спортом. В свободное от уроков время он вместе с парой друзей работал автомойщиком. Много общаясь с чернокожим населением, Ричард проникся идеями движения Мартина Лютера Кинга.
Когда Ричарду было 16 лет, один из его близких друзей погиб в автокатастрофе, что заставило юношу всерьёз задуматься над смыслом жизни. Тогда же, следуя примеру некоторых из своих сверстников, Ричард окунулся в контркультуру хиппи, отрастил длинные волосы и, желая постичь глубинный смысл жизни, начал курить марихуану. Жажда приключений побудила Ричарда летом 1968 года совершить путешествие автостопом в Калифорнию. Там он ночевал на пляжах и посетил тогдашнюю мекку хиппи — парк Хейт-Эшбери в Сан-Франциско
.
В 1969 году Ричард поступил в Майами-Дейд-колледж, где в поисках духовного опыта впервые принял ЛСД и начал читать книги по религии и философии. Хотя в колледже Ричард учился на отлично, к тому времени он полностью разочаровался в материалистичных жизненных ценностях американцев. Мифу о доброй старой Америке он больше не верил. Научившись играть на губной гармонике, Ричард перешёл от наркотиков к музыкальным экспериментам. После прочтения ряда книг по восточной философии, он начал практиковать медитацию. Сначала Ричард медитировал на священный слог «Ом», а затем занялся трансцендентальной медитацией, повторяя в уме «купленную» за 35 долларов однослоговую мантру. Эта практика не принесла Ричарду удовлетворения, но помогла ему осознать необходимость найти истинного гуру.
Летом 1970 года, после окончания первого года учёбы в колледже, Ричард посетил рок-фестиваль на острове Рэндаллс, в котором приняли участие Джими Хендрикс и другие известные музыканты и коллективы того времени. На фестивале Ричард встретил кришнаита, который дал ему буклет с фотографией Бхактиведанты Свами Прабхупады, поющего мантру «Харе Кришна» под деревом в Томпкинс-сквер-парке. Тем же летом Ричард оставил учёбу в колледже и отправился вместе с парой своих друзей-хиппи в путешествие по Европе.

### 1970 г. Из Европы в Индию
По Европе Ричард путешествовал вместе со своим другом детства Гэри Лиссом. Денег у юных хиппи практически не было, спали они где приведётся, а питались в основном хлебом и сыром. На дорожные расходы Ричард зарабатывал, играя на губной гармонике и прося милостыню на улице. В Амстердаме Ричард снова повстречал кришнаитов и прожил некоторое время в коммуне хиппи. В Англии он посетил рок-фестиваль Isle of Wight на Острове Уайт, увидев 30 августа 1970 года одно из последних выступлений Джими Хендрикса.
В ходе своих странствований, Ричард читал книги по восточной духовности и Библию, которую привёз с собой из Америки. Он любил посещать христианские церкви и монастыри, где не упускал возможности побеседовать со священниками и монахами. В Риме Ричард встретился с монахом-францисканцем, с которым у него состоялась долгая беседа об Иисусе Христе и взаимоотношении христианства и иудаизма. Ричард и Гэри также побывали на выступлении папы в Ватикане и в расположенном в катакомбах монастыре, в котором католические монахи медитировали среди скелетов своих предшественников, пытаясь таким образом осознать бренность материального тела. Расставшись на время со своим другом, Ричард совершил паломничество в Ассизи, посетив места, связанные с жизнью великого католического святого Франциска Ассизского.
В Афинах, Ричард и Гэри сначала зарабатывали на жизнь, сдавая кровь, а затем, вместе с швейцарским скрипачом и французским гитаристом, играли музыку и собирали милостыню на улице. После того, как полиция запретила им делать это, конфисковав заработанные ими деньги, Ричард и Гэри отправились на остров Крит, где поселились в пещере на берегу моря. К тому времени, Ричарда уже мало интересовали беззаботный образ жизни и идеалы хиппи. Его всё больше влекло к духовной жизни.
Однажды утром, Ричард, медитируя и молясь на вершине скалы, услышал внутренний голос, который призвал его отправиться в Индию. В то же утро, внутренний голос направил Гэри в Израиль. Расставшись со своим другом, Ричард отправился в путь. У него не было денег и конкретного плана путешествия, но он твёрдо верил в то, что сможет добраться до «страны, в которой его ожидали ответы на молитвы».
Повстречав в Афинах двух хиппи, также стремившихся на Восток, Ричард отправился вместе с ними в Индию по популярному в то время среди хиппи маршруту через Турцию, Иран, Афганистан и Пакистан. В Турцию их пустили с большим трудом, так как в это время там бушевала эпидемия холеры. Чуть было не став жертвами бандитов в Стамбуле, они продолжили своё путешествие на автобусе через Анкару к границе с Ираном. В Тегеран они прибыли во время Рамадана. У Ричарда проснулся интерес к исламу и он, расставшись со своими друзьями, остался на несколько дней в Мешхеде — важном месте паломничества для мусульман-шиитов. У мавзолея Имама Резы Ричард встретил образованного мусульманина, который объяснил ему основы ислама и мусульманские обычаи.
По прибытии в Афганистан, Ричард провёл несколько дней в Герате, где его приютила в своём доме бедная афганская семья. Здесь Ричард впервые испытал культурный шок, наблюдая за афганцами, счастливыми несмотря на убогую нищету. По прибытии в Кандагар, Ричард встретил на улице слепого мальчика, который целыми днями напролёт пел песни о любви к Богу. Мальчик этот показался Ричарду самым счастливым человеком, которого он когда-либо встречал. Эта встреча произвела на Ричарда глубочайшее впечатление и заставила его задуматься над природой счастья. В Кандагаре Ричард также пережил самый сильный наркотический опыт в своей жизни, побудивший его дать обет никогда больше не принимать наркотики. В Кабуле его попыталась соблазнить красивая голландская девушка. Ричарду секс показался несовместимым с духовными поисками и он отверг её притязания, поклявшись впредь хранить целибат.

### 1970—1972 гг. Индия: в поисках гуру
В Индию Ричард прибыл в декабре 1970 года. Наблюдая за свободно гулявшими по Дели коровами, он почувствовал отвращение к мясу и стал вегетарианцем. В Дели Ричард принял участие в «Мировой конференции йоги», на которую собралось более 800 гуру, йогинов, мудрецов и пандитов. Ричард встретился с известным йогином, основателем Гималайского института Свами Рамой. Когда Ричард попросил у него благословений, Свами Рама ответил, что духовный прогресс Ричарда впредь должен основываться на общении со святыми личностями, которые помогут ему преодолеть все препятствия на духовном пути.
Ричард также встретился со Свами Сатчиданандой — известным учеником Свами Шивананды. Свами Сатчидананда объяснил Ричарду основной смысл йоги и призвал его не искать в других недостатки, а всегда пытаться видеть хорошие качества. Сатчидананда благословил Ричарда на то, что бы тот «открыл сокровище своего сердца». Ричард также посетил серию лекций индийского гуру и философа Джидду Кришнамурти, который был известен тем, что мог ответить на любой вопрос и сокрушить любой аргумент. От Кришнамурти Ричард научился тому, что в духовной жизни не может быть места поверхностности, что привязываясь к внешним вещам и ритуалам, человек может забыть об основной цели духовной практики — очищении своего сердца.
Последний день конференции прошёл в Вигьян-бхаване — крупнейшем концертном зале в Нью-Дели. На мероприятие собрались более 3000 человек. К концу церемонии закрытия конференции далеко не все из сотен присутствовавших йогинов и гуру получили слово, из-за чего всё закончилось руганью и дракой за право выступить у микрофона.
В январе 1971 года в поисках гуру Ричард отправился в Гималаи. По прибытии в Ришикеш, он остановился на несколько дней в «Обществе божественной жизни» — ашраме, основанном Свами Шиванандой. Ричард много общался с учеником Шивананды, Свами Чиданандой, который возглавил ашрам после смерти своего гуру. Чидананда убедил Ричарда в необходимости практики джапа-медитации — повторении мантр на чётках. Ричард нашёл уединённое место на берегу Ганги, где по восемь-десять часов в день повторял «Харе Кришна» и другие мантры. Вскоре ему повстречался непальский старик-садху, по просьбе которого Ричард выбросил всю свою западную одежду в воды Ганги и получил взамен простое одеяние индуистского отшельника. Садху благословил Ричарда, сказав, что впредь Ганга будет ему матерью.
Решив очистить своё существование, Ричард начал практиковать суровые аскезы. Ежедневно, в течение месяца, с восхода до заката солнца он медитировал сидя на скале посреди Ганги. Питался он только сырыми овощами, фруктами и орехами. Когда желание играть на губной гармонике стало отвлекать Ричарда от медитативной практики, он, не долго думая, выбросил дорогую гармонику в воды священной реки.
В Ришикеше Ричард также познакомился с садху, жившим в пещере на склоне холма. Видя искренность американского юноши, садху научил Ричарда новым техникам медитации. К тому времени Ричард выглядел как настоящий индийский отшельник, с телом, исхудавшим от скудного питания и с дредлоками на голове.
Так и не найдя себе гуру в Гималаях, Ричард продолжил скитаться по Индии. Некоторое время он жил среди шиваитских садху в Варанаси и среди буддийских монахов в Бодх-Гае — месте, где Будда достиг просветления. По прибытии в Бомбей, Ричард увидел плакат, анонсировавший серию фестивалей с участием американских кришнаитов и их духовного учителя — Бхактиведанты Свами Прабхупады. В тот же вечер Ричард из любопытства пришёл на устроенную кришнаитами программу, где впервые услышал лекцию Прабхупады. Прабхупада и то, что он говорил, произвело на Ричарда большое впечатление.
Гуру кришнаитов давал лекции ежедневно в течение недели. Ричард каждый раз приходил ещё до начала программы, садился как можно ближе к Прабхупаде и внимал его словам. Кришнаиты усиленно проповедовали своему хиппи-соотечественнику, но Ричард ещё не был готов слушать их. Он верил в то, что все пути ведут к Богу и не понимал, «зачем нужно следовать этому индийскому гуру и группе его американских и индийских последователей».
Расставшись с кришнаитами, Ричард продолжил свои скитания по Индии, путешествуя «из ашрама в ашрам, от одного гуру к другому». Спустя несколько месяцев он оказался в Матхуре — святом для вайшнавов месте, где по преданию родился Кришна. День приезда Ричарда в этот священный город совпал с днём явления Кришны — Кришна-джанмаштами. Ричард на время поселился в расположенной неподалёку от Матхуры священной деревне Вриндаван, где, согласно верованиям индуистов, Кришна провёл своё детство. Во Вриндаване Ричард остановился в ашраме известного кришнаитского гуру и духовного брата Прабхупады — Свами Бона.
Спустя несколько месяцев, во Вриндаван с группой американских учеников приехал Прабхупада. Слушая лекции кришнаитского гуру, Ричард пришёл к выводу, что гаудия-вайшнавская философия была самой совершенной и что Прабхупада был личностью, по-настоящему любившей Бога. Особое впечатление на Ричарда произвело то, с каким сильным религиозным чувством Прабхупада пел бенгальские бхаджаны. В своём сердце Ричард почувствовал, что Прабхупада был величайшим гуру и святым, которого ему привелось встретить за всё время своих скитаний по Индии. Прабхупада ответил на все вопросы Ричарда и подкрепил свои ответы цитатами из священных писаний. Ричарду также показалось, что Прабхупада сам жил в полном соответствии с философией, которую проповедовал. Однако, Ричард и на этот раз не решился присоединиться к кришнаитам и после отъезда Прабхупады и его учеников остался во Вриндаване.

### 1972—1973 гг. Возвращение в Америку. Принятие духовного посвящения
Весной 1972 года индийские власти отказали Ричарду в продлении визы и он был вынужден возвратиться в Америку. Проведя несколько недель в кришнаитском храме в Амстердаме и в Храме Радхи-Кришны в Лондоне, Ричард вернулся к своим родителям, которые к тому времени переселились из Чикаго в Майами. Вскоре он снова вошёл в контакт с кришнаитами и отправился в Нью-Йорк, где встретился с Прабхупадой, остановившимся в городе на несколько дней по пути в Индию. Ричард хотел вернуться в Индию, но Прабхупада попросил его остаться в Америке и, под руководством Киртанананды Свами, помогать в развитии общины Нью-Вриндаван. Ричард последовал совету и поселился в Нью-Вриндаване, где ухаживал за коровами и читал в свободное от работы время книги Прабхупады. Убеждённый изложенной в книгах философией и личным примером живших в общине кришнаитов, Ричард окончательно решил принять Прабхупаду как своего гуру. Летом 1973 года он сбрил свои длинные волосы и получил от Прабхупады духовное посвящение и санскритское имя «Радханатха Даса», означающее «слуга Кришны, возлюбленного Радхи».

### 1973—1986 гг. Нью-Вриндаван. Принятие отречения
Последующие шесть лет Радханатх практически безвыездно провёл в Нью-Вриндаване, участвуя в развитии общины. Жизнь в то время там была крайне аскетичной. Холодные зимы кришнаиты проводили без отопления и горячей воды, принимая омовение ледяной водой. Радханатх строго следовал вайшнавским духовным практикам, пас коров и служил храмовым божествам.
В первой половине 1980-х годов Радханатх выступал с лекциями в ряде университетов Огайо и Пенсильвании и давал курсы вегетарианской кухни. В начале 1982 года лидер общины Киртанананда Свами предложил Радханатхе принять санньясу (уклад жизни в отречении). Поначалу, Радханатх отклонил предложение, посчитав, что почёт и уважение, которые по традиции получали санньясины, помешают его духовной жизни. Однако, после уговоров Киртанананды и других кришнаитов, Радханатх согласился на этот шаг. Церемония посвящения Радханатха в санньясу состоялась в мае 1982 года в Нью-Вриндаване. После принятия отречения, Радханатх получил титул «свами» и с тех пор известен под именем «Радханатх Свами».

### 1986-н.в. Миссионерская и благотворительная деятельность
В 1983 году Радханатх Свами, впервые после многолетнего перерыва совершил паломничество в Индию, где встретился с некоторыми из своих старых друзей. В 1986 году он избрал своей базой Бомбей, где основал Храм Радхи-Гопинатхи. Храм расположен в районе элитного бомбейского пляжа Чаупати и пользуется огромной популярностью. В число его прихожан входят несколько тысяч представителей бомбейской элиты. Обязательным условием для желающих стать монахами и жить в храме является наличие высшего образования и опыта работы по профессии. Монахи из Храма Радхи-Гопинатхи регулярно проводят культурные программы более чем в 30 бомбейских университетах.
В 1998 году по инициативе Радханатха Свами была основана благотворительная Больница Бхактиведанты. Более половины из трёхсот медиков больницы являются кришнаитами. Ежегодно врачи больницы Бхактиведанты проводят 600—700 бесплатных операций по удалению катаракты глаза.
В 2004 году по инициативе Радханатха Свами Храм Радхи-Гопинатхи начал проводить благотворительную миссию по бесплатной раздаче вегетарианских обедов детям из малоимущих семей, обучающихся в бомбейских школах. В первые месяцы существования миссии кришнаиты ежедневно обеспечивали горячими обедами около 1500 школьников. К 2012 году программа значительно расширилась. Были построены четыре промышленные кухни, оснащённые современным оборудованием. Это дало возможность ежедневно кормить около 260 000 детей.
В 2000-е годы по инициативе Радханатха Свами была основана эко-община «Говардхана» в Махараштре. 24 декабря 2011 года состоялась церемония официальной инаугурации общины, в которой приняли участие бывший министр сельского хозяйства Махараштры Нана Сахеб Патил и около 150 наиболее уважаемых прихожан храма Радхи-Гопинатхи.
Радханатх Свами активно путешествует, выступая на темы индуизма и восточной духовности. Ему доводилось встречаться с президентом США Бараком Обамой, президентом Индии Пратибхой Патил, выступать в Вестминстерском дворце перед членами британского парламента. В качестве приглашённого оратора, Радханатх Свами выступал в Гарвардском, Колумбийском и Стэнфордском университетах, Массачусетском технологическом институте, в штаб-квартирах таких корпораций, как Apple, Microsoft, Intel и Oracle.

### 1994-н.в. Деятельность в руководстве ИСККОН
В 1987 году решением Руководящего совета община Нью-Вриндаван была исключена из ИСККОН. На следующий год из ИСККОН были также исключены все члены общины, остававшиеся верными Киртанананде Свами. К их числу принадлежал и Радханатх Свами. В 1994 году Радханатх Свами и руководимый им Храм Радхи-Гопинатхи были официально приняты назад в ИСККОН. В том же году Радханатх Свами стал одним из лидеров организации, начав исполнять обязанности члена Руководящего совета и инициирующего гуру.
В 1990-е — 2000-е годы Радханатх Свами руководил ИСККОН в Махараштре (1995—2010), Гоа (2002—2010), Дамане и Диу (2002—2010), Западной Виргинии (1995—2007), Огайо (1998—2007), Кентукки (1998—2007), Италии (2002—настоящее время) и в Белгауме (1995—2010).

## Путешествие домой. Автобиография американского йога

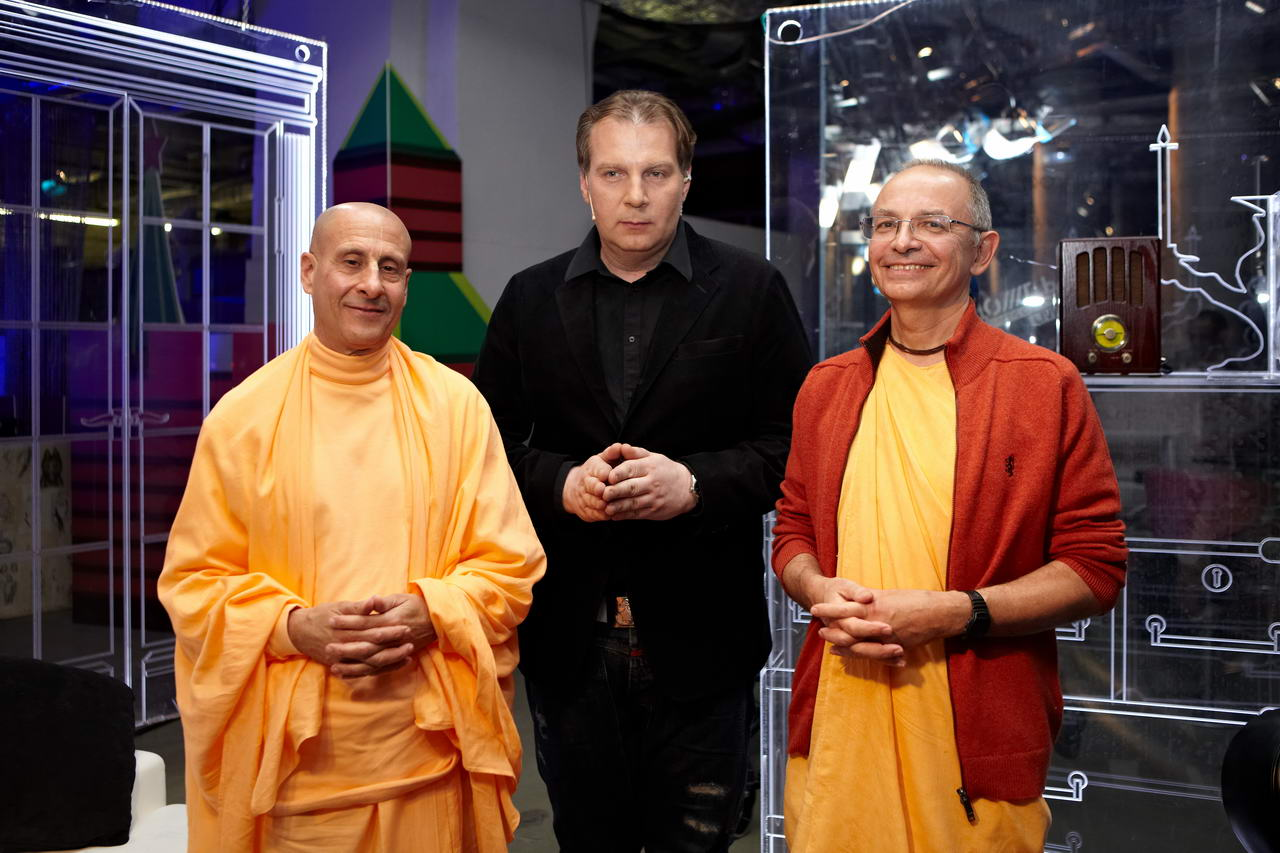
Радханатх Свами, Алекс Дубас и Бхакти Вигьяна Госвами в студии телеканала «Дождь»

В 2008 году вышла в свет автобиография Радханатха Свами, озаглавленная The Journey Home: Autobiography of an American Swami. Фрэнсис Ксавиер Клуни в своей рецензии на книгу отметил:
Как и во многих других духовных автобиографиях, внешние события и детали оказываются фоном для внутреннего поиска автора. Во время своего путешествия, автор становится смиренным, учится быть нищим, проходит через серию испытаний, которые толкают его к тому, чтобы жить только одной верой. Но как и любой паломник, он не осознаёт всего этого пока находится в пути, — только оглядываясь назад он видит, как всё это время Бог тихо и настойчиво вёл его к Себе.
Книга переведена и издана на хинди, маратхи, гуджарати, каннада, телугу, тамильском и русском языках. В русском переводе книга вышла в августе 2011 года под названием «Путешествие домой. Автобиография американского йога».
Презентацию гуджаратского издания книги провёл в ноябре 2011 года тогдашний первый министр штата Гуджарат Нарендра Моди (в 2014 году он стал премьер-министром Индии). На церемонии презентации Моди выступил с 26-минутной речью. Он, в частности, заявил, что «истинной идентичностью Индии является духовность» и что желающие постичь её должны совершить путешествие в разные уголки Индии. При этом Моди сравнил духовное путешествие Радханатха Свами с паломничествами таких фигур, как Мирабай, Вивекананда и Рамакришна. Моди также отметил, что
в то время как на Западе превалирует философия «Ешь, пей и веселись», Индия проповедует жертвование и жизнь в духе философии «терпимости, принятия и уважения». Только индийское духовное наследие может помочь решить такие проблемы, как терроризм и глобальное потепление. Мы должны принять это наследие и научиться гордиться им.